# 小行星8720
小行星8720（8720 Takamizawa）是一颗围绕太阳公转的小行星。1995年11月16日，中村彰正在久万高原町发现了此天体。
該小行星以日本業餘天文學家高見澤今朝雄命名。
这颗小行星的绝对星等为186.9803099519937等。